# Domingo Martínez Aparici

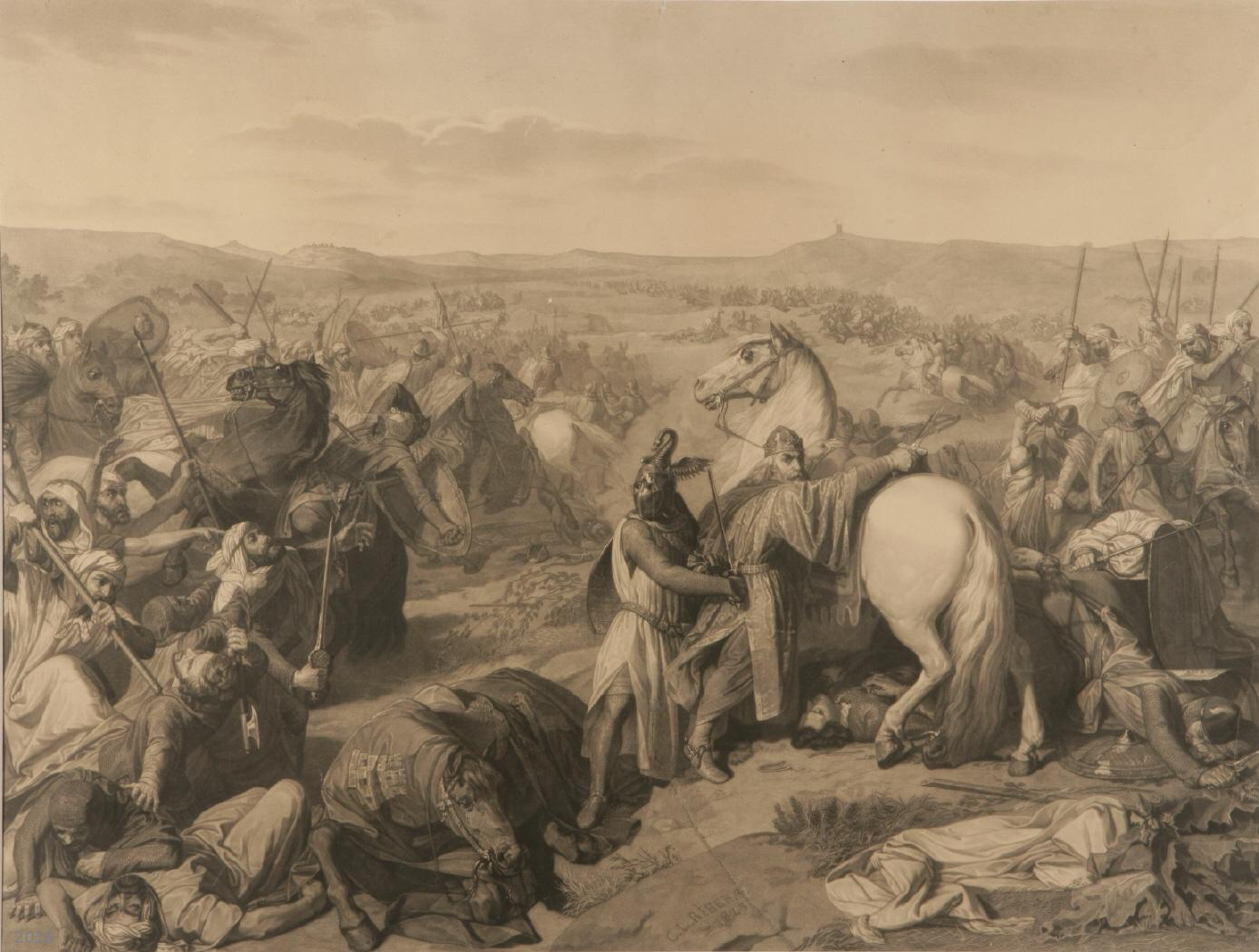
Origen del apellido de los Girones: la batalla de la Sagra en el reinado de Don Alfonso VI, aguafuerte y buril por pintura de Carlos Luis de Ribera. Madrid, Museo del Romanticismo.

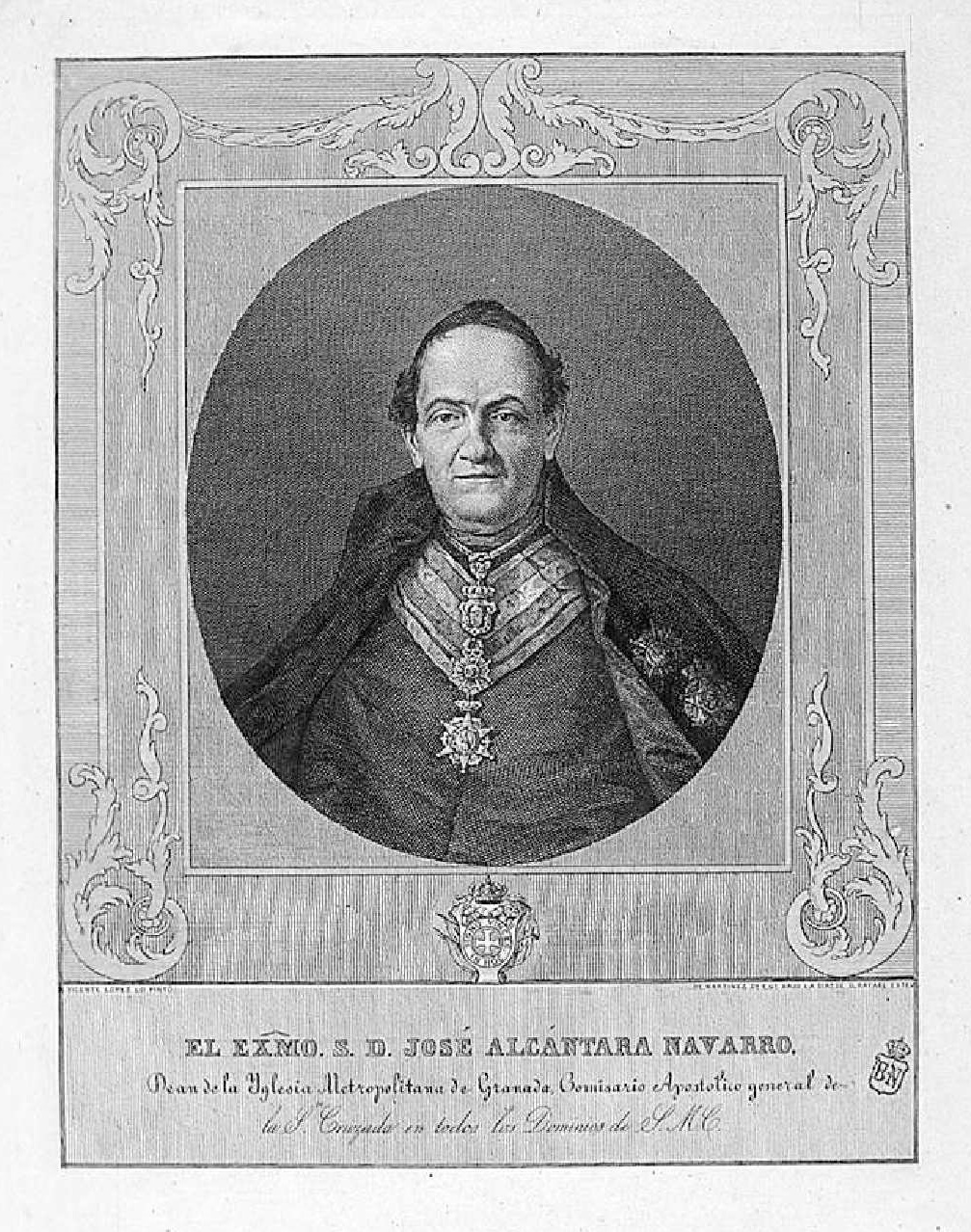
José Alcántara Navarro. Grabado de Domingo Martínez Aparici bajo la dirección de Rafael Esteve por pintura de Vicente López Portaña. Madrid, Biblioteca Nacional de España.

Domingo Martínez Aparici (Valencia, 1822-Madrid, 1892) fue un grabador calcógrafico español.

## Biografía y obra
Discípulo de Rafael Esteve en la Real Academia de Bellas Artes de San Fernando, en 1848 fue pensionado para proseguir sus estudios de grabado en París con Luigi Calamatta. Allí se especializó en el grabado de reproducción clásico pero sirviéndose de nuevas técnicas como el grabado calcográfico al estilo del lápiz o de ruleta a puntos, que permite obtener una imagen en medios tonos graneada, o el grabado a la manera negra o mezzotinta, manchando la lámina con una finísima aguatinta negra. Ossorio y Bernard escribiría por ello que:

El Sr. Martínez se ha ocupado  incesantemente en la mejora que reclaman los métodos conocidos hasta hoy para el grabado: sus obras, que pueden competir con las de la buena época del arte en nuestra patria, honran su nombre, y desmienten el común aserto de que no hay en la actualidad grabadores en España. Se le ha criticado, sin embargo, que no hace todas sus obras a buril.

De vuelta en España, en 1855 ganó por oposición la plaza de profesor de grabado en acero de la Academia de Bellas Artes en la que fue admitido como académico de número en 1859. Concurrió con asiduidad a las exposiciones nacionales de Bellas Artes con grabados de reproducción de obras de los grandes maestros renacentistas y barrocos como Murillo (El sueño del patricio  y El patricio Juan y sus esposa ante el papa Liberio, grabados al acero y a la manera negra por dibujos propios), Rafael (La bella jardinera), o Tiziano (Los peregrinos de Emaús), pero también de sus contemporáneos como los retratos de Eugenio de Ochoa y de Isabel II según Federico de Madrazo, el último a la manera del lápiz. Por la reproducción de un óleo de Carlos Luis de Ribera dedicado al mítico Origen del apellido de los Girones: la batalla de la Sagra en el reinado de Don Alfonso VI, obtuvo medalla de primera clase en la exposición nacional de 1862.
Colaboró además con diversas publicaciones de libros y revistas, como el periódico El Arte en España, la colección de Cuadros selectos de la Real Academia de Bellas Artes de San Fernando (1870-1885),  a la que pertenecen los retratos de fray Francisco Zúmel y fray Pedro Machado por pinturas de Zurbarán y la Muerte de un franciscano según Alonso Cano, o la serie de los Monumentos arquitectónicos de España (1859-1905), para la que proporcionó entre otros los grabados dedicados a la iglesia de San Millán de Segovia y al Arca de las reliquias de la Cámara Santa de Oviedo.